# Richard Honyman, 2. Baronet
Sir Richard Bempdé Johnstone Honyman, 2. Baronet (* 4. Mai 1787; † 23. Februar 1842) war ein schottisch-britischer Politiker.

## Leben
Richard Honyman war der zweite Sohn von Sir William Honyman, 1. Baronet († 1825), aus dessen Ehe mit Mary Macqueen. Sein älterer Bruder war Robert Honyman (um 1781–1808), der jedoch noch vor seinem Vater verstarb, wodurch Richard Honyman erbberechtigt wurde. Zwischen 1796 und 1802 besuchte Honyman das Eton College. Er ehelichte Elizabeth Campbell, mit der er eine Tochter zeugte. Honyman schloss sich der britischen Kolonialverwaltung in Indien an und war in Madras, Coimbatore und Ramnad tätig. 1816 beendet er seinen Dienst. Nach dem Tod seines Vaters 1825 folgte Richard Honyman seinem Vater als 2. Baronet, of Armadale in the County of Sutherland, nach. Er verstarb am 23. Februar 1842.

## Politischer Werdegang
Sowohl sein Onkel Robert als auch sein gleichnamiger Bruder hatten den Wahlkreis Orkney and Shetland bereits im britischen Unterhaus vertreten. Nachdem der amtierende Politiker Malcolm Laing aus gesundheitlichen Gründen zu den Unterhauswahlen 1812 nicht mehr antrat, trug man Richard Honyman die Kandidatur an. In Anbetracht der Informationen, dass bereits zehn der 26 Wahlberechtigten Honyman unterstützen würden, stimmte dieser zaghaft zu. Es formierte sich jedoch eine Opposition, welche die Interessen Thomas Dundas, 1. Baron Dundas’, mit dem sich Robert Honyman zerstritten hatte, vertreten wollte. Die Versuche Richard Honymans zur Vereinigung der Interessenströmungen trugen keine Früchte. In der Folge trat William Balfour als Gegenkandidat an.
Bei den Unterhauswahlen 1812 setzte sich Honyman mit neun Stimmen bei fünf Gegenstimmen gegen Balfour durch. Ungewöhnlicherweise gaben zwölf Wahlberechtigte keine Stimme ab. In der Folge zog Honyman erstmals ins britische Unterhaus ein. Dort zeigte er sich eher desinteressiert. So ist in der gesamten Wahlperiode keine Rede von ihm verzeichnet. Jedoch gab er bei verschiedenen Abstimmung ein Votum ab. Bei den Unterhauswahlen im Juli 1818 kandidierte Honyman abermals, unterlag jedoch George Heneage Lawrence Dundas mit 19:12 Stimmen. Damit schied er nach einer Wahlperiode wieder aus dem Unterhaus aus.